# Mayya (localidad rural)
Mayya (en ruso: Майя) es una localidad rural, la única localidad habitada, y el centro administrativo de la aldea de Mayya del distrito de Megino-Kangalassky en la República de Sája, Rusia, ubicada a 34 kilómetros (21 millas) de Nizhny Bestyakh, el centro administrativo del distrito. Su población a partir del censo de 2010 fue de 7288,  de los cuales 3385 eran hombres y 3903 mujeres, frente a 7023 según lo registrado durante el censo de 2002.
- Datos: Q4275183
- Multimedia: Mayya, Sakha Republic / Q4275183